# 재신 (배우)
재신 (1990년 2월 11일 ~ )은 대한민국의 배우이다

## 학력
- 배재고등학교
- 세종대학교 예술대학 영화예술학과 학사

## 출연작

### 드라마
- 2013년 KBS2 《광고천재 이태백》
- 2013년 MBC 《황금 무지개》 - 서태영 역
- 2016년 SBS 《끝에서 두번째 사랑》

### 영화
- 2015년 《어떤살인》 - 사재성 역